# Cerro Chorolque

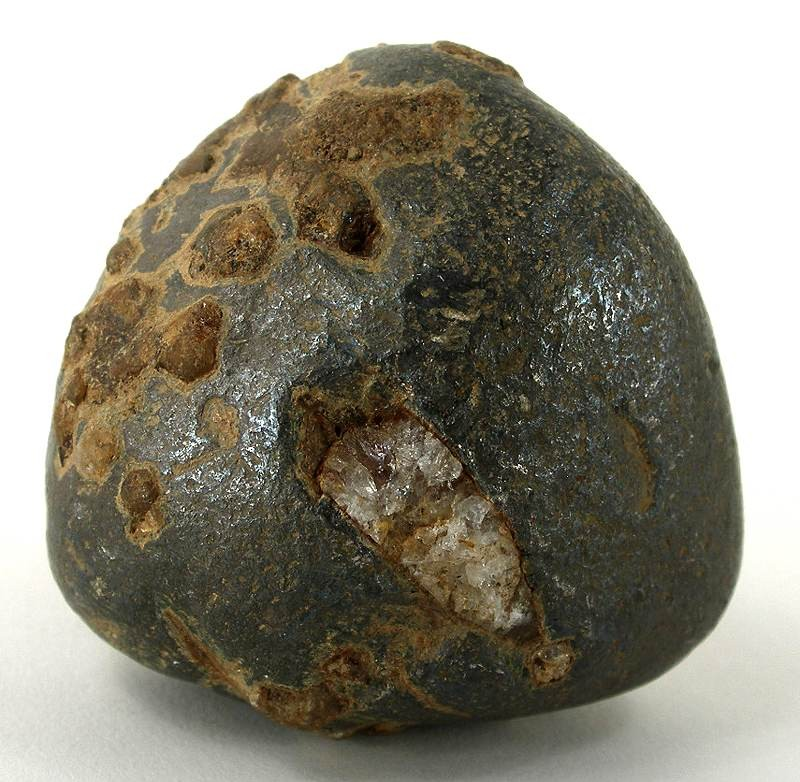
Piedra de bismuto de la mina Chorolque.

Cerro Chorolque es un volcán extinto andino de Bolivia, ubicado en la Cordillera de Chichas en el sur del departamento de Potosí. Las elevaciones del cerro Chorolque varían entre 5.552 y 5.615 m s. n. m..
El cerro Chorolque es rico en yacimientos de estaño, bismuto, plata, oro y cobre y es explotado por varios lados por la mina Chorolque. El cerro Chorolque es conocido también como el "Caracol de Plata". Al pie de la montaña se encuentra el asentamiento minero de Santa Bárbara, con 2221 habitantes (INE 2012) a 4774 m s. n. m., lo que lo convierte en el asentamiento permanente más alto de Bolivia.
Entre los años 2007 y 2008 se filmó un documental de Corea del Sur sobre las condiciones de vida y trabajo en la mina Chorolque, que formó parte del programa de proyección del festival "One World Berlin" en 2008.